# محسن مصدق‌الممالک
حاج محسن آقا ملقب به مصدق اللمالک از زمینداران بزرگ ملایر و نماینده ملایر، نهاوند و تویسرکان در دوره دوم مجلس شورای ملی بود. 
وی فرزند میرزا عبدالکریم و اهل فراهان اراک بود. در حدود سال ۱۲۶۰ خورشیدی با خانواده خود به ملایر کوچ کرد و با خرید زمینهای بایر جنوب شهر همراه با برادرش میرزا یوسف خان (که بعداً به حاجی وزیر معروف شد) این زمینها را آباد و در آنها باغ و عمارت احداث کرد. این بخش از شهر بعداً زورآباد و سپس فرح آباد نام گرفت. میرزا محسن آقا روستاهای می آباد، پری، داویجان، گمازان، رنگنه و جوزان را که از خالصه جات دولتی بود اجاره نود و نه ساله کرد (بعدها در زمان رضا شاه و وزارت مالیه علی اکبر داور، قانونی از مجلس شورای ملی گذشت و این آبادیها به مستاجرانشان فروخته شد). بر سر خرید و تصاحب زمینها اختلاف شدیدی میان میرزا محسن آقا و حاکم وقت ملایر میرزا ابوالقاسم نوری رخ داد و میرزا محسن آقا معترضاً ملایر را ترک کرد و به تهران رفت و با حکم پیشکاری مالیه ملایر بازگشت (بعداً این شغل به برادرش حاجی وزیر داده شد). بعداً به فرمان مظفرالدین شاه ملقب به مصدق الممالک و حاکم ولایات ثلاث (ملایر و نهاوند و تویسرکان) شد. 
در سال ۱۲۸۸ به عنوان نماینده ملایر، نهاوند و تویسرکان وارد مجلس شورای ملی شد اما در واپسین روزهای این دوره از مجلس در آبان ۱۲۹۰ درگذشت. موتمن الملک پیرنیا با اعلام خبر فوت مصدق الممالک درباره او گفت: «در این دو سال که آن مرحوم به سمت نمایندگی در مجلس بودند، طوری اعضای مجلس را فریفته افکار صائبه و صفات پسندیده خودشان کردند که در واقع محبوب قلوب همه ماها بودند. در کمیسیون بودجه، قوانین مالیه و مجلس از افکار مالیه ایشان در واقع منتفع می شدیم». 
منزل مسکونی مصدق الممالک در ملایر هم اکنون با نام خانه لطفعلیان شناخته می شود و از آثار ملی است. 

## زندگی خانوادگی
مصدق الممالک پس از کوچ به ملایر، علاوه بر همسر اولش چهار بار ازدواج کرد. از همسر اول دارای دو دختر به نامهای فخرالحاجیه و خانم خانمها (گلین باجی) و از همسر دوم (دختر میرزا سیفوری) دارای یک دختر به نام زهرا (مادر اینجانب) شد که او را طلاق داد و با شاهزاده خانمی تویسرکانی به نام امیر زاده خانم (خانم خانمها) ازدواج کرد که همسر اصلی او بود و بسیار زیبا و با استعداد بود و در همه کارها سرآمد بود و با او به حج رفت. از این خانم دارای سه پسر به نامهای ابراهیم و حمید و مجید و یک دختر به نام صدیقه شد که دو پسر اول در جوانی فوت کردند: ابراهیم به بیماری نامعلوم و حمید بر اثر زمین خوردن از اسب.صدیقه با محمد   امین خان ترکمان رحمانی پسر حاج ظاهر خان ترکمان رحمانی ازدواج کرد و بعد از بدنیا آوردن هفتمین فرزند از دنیا رفت. او طبق آیین خانوادگی و بر خلاف رسم اشراف آن زمان همسر دیگری نگرفت. سومین زن مصدق الممالک گلین آغا دختر شیرعلی خان و بیوه آقاسی خان شاملو بود که از همسر قبلی سه فرزند داشت. ازدواج او با این زن مصلحتی بود چون زیبایی قابل ملاحظه ای  نداشت اما چند برادر داشت که هرکدام املاکی در مناطق مختلف ملایر داشتند و بسیار با نفوذ بودند. از گلین آغا سه پسر به نامهای مهدی، هادی و هدایت و یک دختر به نام محترمه نصیب مصدق الممالک شد. همسر بعدی مصدق الممالک اهل تهران و از فامیل میرزا علی اصغر خان اتابک بود که از او دارای دو پسر به نامهای حسین و باقر شد. پس از فوت مصدق الممالک، این همسر تهرانی با شخص بانفوذی به نام سید حسن رضوی از تجار و مالکین ملایر ازدواج کرد. 
فرزندان مصدق الممالک نام خانوادگی مصدقی را برگزیدند. از میان آنها هادی مصدقی قاضی و وکیل دادگستری شد. 